# Christine Uschy Wernke
Christine Uschy Wernke (* 14. Juli 1977 in Oldenburg) ist eine deutsche Filmregisseurin und Drehbuchautorin.

## Leben
Christine Wernke studierte nach ihrem Abitur in Osnabrück an der Rheinischen Friedrich-Wilhelms-Universität Bonn „Anglo-Amerikanistik“ und „Neuere deutsche Geschichte“ an der Universität zu Köln. Von 2004 bis 2007 studierte sie Filmregie an der Internationalen Filmschule Köln. Ihr Abschlussfilm Grenze wurde ausgezeichnet mit dem Nachwuchsförderpreis der „Grenzland-Filmtage Selb“ und wurde auf Festivals wie dem Fresh Films Fest Karlovy Vary und Short Cuts Cologne aufgeführt. Ihre Filme sind Dramen oder Komödien und handeln von persönlichen Schicksalen, die oft in den Zusammenhang größerer gesellschaftlicher oder politischer Ereignisse gestellt werden.
Im Jahr 2008 wurde die Filmemacherin auf den Berlinale Talent Campus eingeladen.
Seit 2005 arbeitet Wernke als Regisseurin für Spiel- und Dokumentarfilme. 2010 drehte sie den Kurzfilm „Schiffe Versenken“, der von der Filmstiftung NRW gefördert wurde und beim Viewster Online Film Festival (VOFF) lief. 2011 entstand der kurze Dokumentarfilm „Borschemich (neu)“ im Rahmen der Initiative „Dok You“. Er wurde 2012 beim Kinder-Medien-Festival „Goldener Spatz“ für die Kategorie Information/Dokumentation nominiert.
Seit 2013 schreibt die Filmemacherin an ihrem abendfüllenden Spielfilm.
Christine Wernke konzipiert und dreht auch Unternehmensfilme für Firmen wie OBO Bettermann und Frensch Lighting. Seit 2012 arbeitet sie verstärkt an crossmedialen Kampagnen und Projekten, die außer filmischen Elementen auch Online-Spiele enthalten.

## Filmographie
- 2015: Landleben 3.0 – Neuanfang für Fölsen[5]
- seit 2013: diverse Image- und Werbefilme[6]
- 2011: Borschemich (neu)
- 2010: Schiffe Versenken
- 2008: Grenze
- 2006: Tauchenlernen
- 2006: Inkasso
- 2006: Auf nach Takatukaland
- 2006: Kakao und Maroni
- 2005: Herr Jakobi

## Einzelbelege
1. ↑  VITA. Abgerufen am 28. Juli 2021.
2. ↑  Participants (Memento vom 21. Juli 2012 im Webarchiv archive.today) Berlinale Talent Campus
3. ↑  newtalents-cologne.de
4. ↑  goldenerspatz.de
5. ↑  Privates Video auf Vimeo. Abgerufen am 28. Juli 2021.
6. ↑  Christine Uschy Wernke bei Crew United, abgerufen am 28. Juli 2021.

| Personendaten    | Personendaten                                |
| ---------------- | -------------------------------------------- |
| NAME             | Wernke, Christine Uschy                      |
| ALTERNATIVNAMEN  | Wernke, Christine                            |
| KURZBESCHREIBUNG | deutsche Filmregisseurin und Drehbuchautorin |
| GEBURTSDATUM     | 14. Juli 1977                                |
| GEBURTSORT       | Oldenburg (Oldenburg)                        |